# Croûton

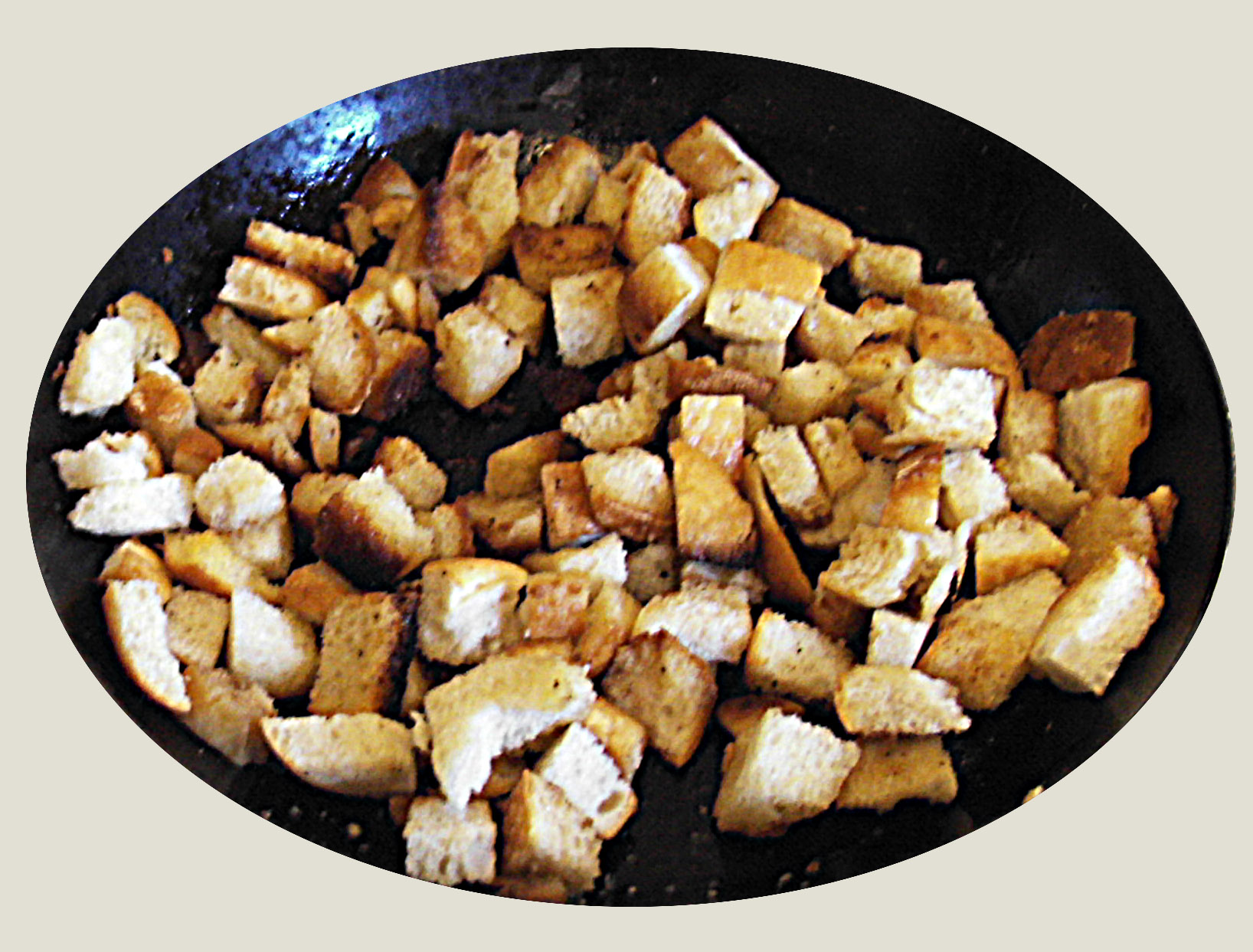
Croutons

Croûton (do francês croûte, "crosta") é um pequeno pedaço de pão, frito ou assado com óleo, azeite ou manteiga, utilizado para acompanhar sopas ou saladas.